# Taekwondo als Jocs Olímpics d'estiu de 2012
Als Jocs Olímpics d'Estiu de 2012, realitzats a la ciutat de Londres (Anglaterra, Regne Unit), es disputaren vuit proves de taekwondo, les mateixes que en l'edició anterior, quatre de masculines i quatre de femenines.
Les proves es realitzaren entre els dies 8 i 11 d'agost a les instal·lacions d'ExCeL London.

## Calendari
| Data →  | Dimecres 8 | Dijous 9 | Divendres 10 | Dissabte 11 |
| Masculí | 58 kg      | 68 kg    | 80 kg        | +80 kg      |
| Femení  | 49 kg      | 57 kg    | 67 kg        | +67 kg      |
| ------- | ---------- | -------- | ------------ | ----------- |

## Participants
Un total de 128 atletes de 63 països van prendre part en les proves de taekwondo dels Jocs de Londres. Sols sis països portaren 4 atletes: Egipte, Regne Unit, Corea del Sud, Mèxic, Rússia i els Estats Units.
| - Afganistan (2) - Alemanya (2) - Algèria (1) - Argentina (2) - Armènia (1) - Austràlia (2) - Azerbaidjan (2) - Brasil (2) - Cambodja (1) - Canadà (3) - Costa d'Ivori (1) - Colòmbia (1) - Costa Rica (1) - Croàcia (2) - Cuba (3) - Egipte (4) | - Eslovènia (3) - Espanya (3) - Estats Units (4) - Finlàndia (1) - França (2) - Gabon (1) - Grècia (1) - Grenada (1) - Guatemala (1) - Iemen (1) - Iran (3) - Itàlia (2) - Jamaica (1) - Jordània (3) - Japó (2) - Kazakhstan (3) | - Kirguizstan (1) - Corea del Sud (4) - Líban (1) - Marroc (3) - Mèxic (4) - Mali (1) - Països Baixos (1) - Nigèria (2) - Nova Zelanda (3) - Panamà (1) - Perú (1) - Papua Nova Guinea (1) - Polònia (1) - Regne Unit (4) - República Centreafricana (2) | - República Dominicana (1) - Rússia (4) - Samoa (2) - Senegal (1) - Sèrbia (3) - Suècia (2) - Tailàndia (3) - Tadjikistan (2) - Xina Taipei (3) - Tunísia (1) - Turquia (3) - Ucraïna (2) - Uzbekistan (3) - Vietnam (2) - Xile (1) - R.P. de la Xina (3) |

## Resum de medalles

### Categoria masculina
| Prova            | Or                         | Argent                         | Bronze                  |
| – 58 kg. detalls | Joel González (ESP)        | Lee Dae-Hoon (KOR)             | Aleksey Denisenko (RUS) |
| – 58 kg. detalls | Joel González (ESP)        | Lee Dae-Hoon (KOR)             | Óscar Muñoz (COL)       |
| – 68 kg. detalls | Servet Tazegül (TUR)       | Mohammad Bagheri Motamed (IRN) | Terrence Jennings (USA) |
| – 68 kg. detalls | Servet Tazegül (TUR)       | Mohammad Bagheri Motamed (IRN) | Rohullah Nikpai (AFG)   |
| – 80 kg. detalls | Sebastián Crismanich (ARG) | Nicolás García (ESP)           | Lutalo Muhammad (GBR)   |
| – 80 kg. detalls | Sebastián Crismanich (ARG) | Nicolás García (ESP)           | Mauro Sarmiento (ITA)   |
| + 80 kg. detalls | Carlo Molfetta (ITA)       | Anthony Obame (GAB)            | Robelis Despaigne (CUB) |
| + 80 kg. detalls | Carlo Molfetta (ITA)       | Anthony Obame (GAB)            | Liu Xiaobo (CHN)        |

### Categoria femenina
| Prova            | Or                     | Argent                     | Bronze                       |
| – 49 kg. detalls | Wu Jingyu (CHN)        | Brigitte Yagüe (ESP)       | Chanatip Sonkham (THA)       |
| – 49 kg. detalls | Wu Jingyu (CHN)        | Brigitte Yagüe (ESP)       | Lucija Zaninović (CRO)       |
| – 57 kg. detalls | Jade Jones (GBR)       | Hou Yuzhuo (CHN)           | Marlène Harnois (FRA)        |
| – 57 kg. detalls | Jade Jones (GBR)       | Hou Yuzhuo (CHN)           | Tseng Li-Cheng (TPE)         |
| – 67 kg. detalls | Hwang Kyung-Seon (KOR) | Nur Tatar (TUR)            | Paige McPherson (USA)        |
| – 67 kg. detalls | Hwang Kyung-Seon (KOR) | Nur Tatar (TUR)            | Helena Fromm (Alemanya)      |
| + 67 kg. detalls | Milica Mandić (SRB)    | Anne-Caroline Graffe (FRA) | Anastasia Baryshnikova (RUS) |
| + 67 kg. detalls | Milica Mandić (SRB)    | Anne-Caroline Graffe (FRA) | María Espinoza (MEX)         |

## Medaller
| Posició | País            | Or | Plata | Bronze | Total |
| 1       | Espanya         | 1  | 2     | 0      | 3     |
| 2       | R.P. de la Xina | 1  | 1     | 1      | 3     |
| 3       | Corea del Sud   | 1  | 1     | 0      | 2     |
| 3       | Turquia         | 1  | 1     | 0      | 2     |
| 5       | Itàlia          | 1  | 0     | 1      | 2     |
| 5       | Regne Unit      | 1  | 0     | 1      | 2     |
| 7       | Argentina       | 1  | 0     | 0      | 1     |
| 7       | Sèrbia          | 1  | 0     | 0      | 1     |
| 9       | França          | 0  | 1     | 1      | 2     |
| 10      | Gabon           | 0  | 1     | 0      | 1     |
| 10      | Iran            | 0  | 1     | 0      | 1     |
| 12      | Estats Units    | 0  | 0     | 2      | 2     |
| 12      | Rússia          | 0  | 0     | 2      | 2     |
| 14      | Afganistan      | 0  | 0     | 1      | 1     |
| 14      | Alemanya        | 0  | 0     | 1      | 1     |
| 14      | Colòmbia        | 0  | 0     | 1      | 1     |
| 14      | Croàcia         | 0  | 0     | 1      | 1     |
| 14      | Cuba            | 0  | 0     | 1      | 1     |
| 14      | Mèxic           | 0  | 0     | 1      | 1     |
| 14      | Tailàndia       | 0  | 0     | 1      | 1     |
| 14      | Xina Taipei     | 0  | 0     | 1      | 1     |
| Total   | Total           | 8  | 8     | 16     | 32    |